# (399) Persephone
(399) Persephone – planetoida z pasa głównego asteroid okrążająca Słońce w ciągu 5 lat i 126 dni w średniej odległości 3,06 j.a. Została odkryta 23 lutego 1895 roku w Landessternwarte Heidelberg-Königstuhl w Heidelbergu przez Maxa Wolfa. Nazwa planetoidy pochodzi od Persefony, bogini kiełkującego ziarna w mitologii greckiej. Przed jej nadaniem planetoida nosiła oznaczenie tymczasowe (399) 1895 BP.